# Esquí de fons als Jocs Olímpics d'Hivern de 1924 - 18 quilòmetres
En els Jocs Olímpics d'Hivern de 1924 es realitzà una prova de 18 quilòmetres d'esquí de fons que, juntament amb la prova de 50 quilòmetres, formà part part del programa oficial d'esquí de fons als Jocs Olímpics d'hivern de 1924. Aquesta prova es disputà el 2 de febrer de 1924 a les instal·lacions d'esquí de fons de Chamonix.

## Participants
Hi participaren un total de 41 esquiadors de fons de 12 comitès nacionals diferents:
| - Estats Units (4) - Finlàndia (4) - França (4) - Hongria (2) |  | - Itàlia (4) - Iugoslàvia (4) - Letònia (1) - Noruega (4) |  | - Polònia (2) - Suècia (4) - Suïssa (4) - Txecoslovàquia (4) |

## Medallistes
| Or            | Plata                | Bronze      |
| Thorleif Haug | Johan Grøttumsbråten | Tapani Niku |

## Resultats
La competició començà a les 9:30 del matí amb Antonín Gottstein, i l'últim en sortir, Sigurd Overbye, ho feu a les 9:55:30. El primer a arribar a la línia de meta fou Tapani Niku a les 10:51:56 i l'últim, Sigurd Overbye, ho feu a les 12:00:33 del migdia.
| Lloc | Ordre sortida | Nom                    | Temps     |
| ---- | ------------- | ---------------------- | --------- |
| 1    | 34            | Thorleif Haug          | 1'14:31.4 |
| 2    | 27            | Johan Grøttumsbråten   | 1'15:51.0 |
| 3    | 9             | Tapani Niku            | 1'16:26.0 |
| 4    | 35            | Jon Mårdalen           | 1'16:56.8 |
| 5    | 10            | Einar Landvik          | 1'17:27.4 |
| 6    | 12            | Per-Erik Hedlund       | 1'17:49.4 |
| 7    | 38            | Matti Raivio           | 1'19:10.4 |
| 8    | 8             | Elis Sandin            | 1'19:24.0 |
| 9    | 20            | Torkel Persson         | 1'19:29.8 |
| 10   | 33            | Erik Winnberg          | 1'20:29.4 |
| 11   | 22            | Matti Ritola           | 1'25:13.0 |
| 12   | 40            | Enrico Colli           | 1'26:32.4 |
| 13   | 7             | Antonio Herin          | 1'33:06.4 |
| 14   | 21            | Peter Schmid           | 1'33:34.8 |
| 15   | 24            | Daniele Pellissier     | 1'33:45.2 |
| 16   | 30            | Anton Collin           | 1'33:54.6 |
| 17   | 14            | Štefan Hevák           | 1'34:43.4 |
| 18   | 1             | Antonín Gottstein      | 1'34:54.0 |
| 19   | 6             | Sigurd Overbye         | 1'34:56.0 |
| 20   | 5             | Gilbert Ravanel        | 1'35:33.4 |
| 21   | 29            | Achille Bacher         | 1'36:03.8 |
| 22   | 39            | Xaver Affentranger     | 1'36:36.2 |
| 23   | 17            | Václav Jón             | 1'37:20.8 |
| 24   | 16            | František Hák          | 1'39:41.6 |
| 25   | 19            | Hans Eidenbenz         | 1'39:51.8 |
| 26   | 31            | Alexandre Girard-Bille | 1'41:43.4 |
| 27   | 15            | Franciszek Bujak       | 1'42:13.0 |
| 28   | 3             | Andrzej Krzeptowski    | 1'43:02.8 |
| 29   | 11            | André Vandelle         | 1'43:58.0 |
| 30   | 13            | John Carleton          | 1'45:49.8 |
| 31   | 25            | István Déván           | 1'50:20.8 |
| 32   | 37            | Zdenko Švigelj         | 1'50:27.6 |
| 33   | 2             | Anders Haugen          | 1'55:04.2 |
| 34   | 26            | Vladimir Kajzelj       | 2'00:43.0 |
| 35   | 41            | Ragnar Omtvedt         | 2'05:03.0 |
| 36   | 4             | Dušan Zinaja           | 2'12:19.4 |
| –    | 23            | Béla Szepes            | NF        |
| –    | 32            | Mirko Pandaković       | NF        |
| –    | 28            | Martial Payot          | NF        |
| –    | 36            | Roberts Plūme          | NF        |
| –    | 18            | Denis Couttet          | NF        |